# Кейсер, Марике
Марике Кейсер (нидерл. Marieke Keijser; род. 21 января 1997, Роттердам, Южная Голландия) — голландская гребчиха, двукратная медалистка чемпионатов мира, чемпионка Европы 2018 года. Бронзовый призёр Олимпийских игр 2020 в Токио в легковесных двойках парных. В 2016 году за заслуги в гребном спорте в её честь был назван один из причалов клуба «KR&ZV De Maas» в Роттердаме.

## Биография
Марике Кейсер родилась 21 января 1997 года в городе Роттердам, Южная Голландия. С детства профессионально занималась балетом, академической греблей заинтересовалась благодаря брату, который пригласил её посмотреть на одно из его выступлений в качестве гребца. Профессиональную карьеру в гребле начала с 2011 года. Изначально тренировалась на базе клуба «KR&ZV De Maas» в Роттердаме, а после — «A.R.S.R. Skadi». Обучается в Роттердамском университете Эразма. В 2015 году членство Кейсер в составе команды национальной сборной Нидерландов по гребле («Aegon Nationaal Roeiteam») было приостановлено, поскольку Марике ответила отказом на вызов.
Первым соревнованием международного уровня, в котором Кейсер приняла участие, был чемпионат Европы по академической гребле 2013 года среди юниоров в литовском городе Тракай. В финальном заплыве четвёрок с результатом 06:37.270 голландские гребчихи заняли 4-е место.
Первая серебряная медаль в активе Кейсер была добыта на чемпионате мира по академической гребле 2017 года в Сарасоте. С результатом 07:41.000 в финале одиночного заплыва она пришла второй, уступив первенство сопернице из Южной Африки (07:38.780 — 1-е место), но опередив гребчиху из США (07:42.450 — 3-е место).
Ещё одна серебряная медаль была добыта на чемпионате Европы по академической гребле 2017 года в чешском городе Рачице. Кейсер выступала в дуэте с известной голландской гребчихой Илсе Паулис. С результатом 07:02.560 в финальном заплыве двоек в лёгком весе они пришли вторыми, уступив первенство соперницам из Польши (06:58.550 — 1-е место), но опередив гребчих из Великобритании (07:03.020 — 3-е место).